# 諾比 (密蘇里州)
諾比（英語：Knobby）是位於美國密蘇里州本頓縣的非建制地區。

## 歷史
諾比的郵局於1885年設立，其後於1913年停運。

## 地理
諾比所處的海拔為高於海平面286米（即938英呎），而該地所採用的時區為UTC-6，即北美中部時區（CST）。同時該地設有夏令時間，為UTC-6調快一小時，即UTC-5（CDT）。